# Ghetto de Dej
Le ghetto de Dej fait partie des ghettos imposés par les nazis aux Juifs d'Europe occupée pendant la Seconde Guerre mondiale. Il se trouvait dans la ville de Dej (hongrois : Dés), du județ de Cluj en Transylvanie ; ce territoire, aujourd'hui roumain, appartenait à l'époque au Royaume de Hongrie à l'issue du second arbitrage de Vienne, depuis 1940 jusqu'en 1944. Le ghetto était actif au printemps 1944, après l'opération Margarethe.

## Histoire
Le ghetto rassemble la plupart des Juifs de Szolnok-Doboka, qui correspond au comitat de Someș (en) d'avant-guerre. Le chef administrative du comitat était le préfet Béla Bethlen. Une conférence pour préparer l'enfermement au ghetto a lieu le 26 avril à Satu Mare. Les participants sont László Endre, assistant d'Adolf Eichmann, ainsi que des autorités locales : János Schilling, Jenő Veress, Lajos Tamási, Gyula Sárosi, Ernő Berecki, Pál Antalffy. Le 30 avril, une réunion spéciale a lieu, présidée par Schilling, pour distribuer les tâches aux services administratifs, à la gendarmerie et à la police.
Comme dans d'autres localités, le processus d'emprisonnement commence le 3 mai, sous la direction d'Antalffy. Le ghetto fait partie des plus misérables de la région : il est situé dans la forêt de Bungur, à environ 3 kilomètres du centre-ville, sur l'insistance de fonctionnaires locaux d'un antisémitisme virulent. Le ghetto a compté jusqu'à 7 800 prisonniers, dont les 3 800 Juifs de Dej. Les autres victimes sont issues de localités rurales emmenées jusqu'aux sièges de district à Beclean, Chiochiș, Dej, Gherla, Ileanda et Lăpuș. Les prisonniers les plus chanceux sont hébergés dans des baraquements improvisés, tandis que les autres fabriquent leurs propres tentes ou restent sans abri. Avant d'être emmenés à Bungur, les Juifs habitant la ville sont déplacés dans trois secteurs différents du centre-ville où ils subissent une fouille corporelle visant à leur soustraire leurs biens de valeur.
Le ghetto, entouré de fil barbelé, est sous la garde de la police locale, secondée par une unité spéciale de quarante gendarmes dépêchés depuis Zalău. Les commandants du camp sont József Gecse et Emil Takács. Ils empêchent les non-juifs venus de Dej et de localités avoisinantes d'apporter de la nourriture aux détenus. L'administration interne est sous l'autorité d'un Judenrat composé de chefs influents de la communauté locale. Lázár Albert en est le président ; les autres membres sont Ferenc Ordentlich, Samu Weinberger, Manó Weinberger and Andor Agai. Oszkár Engelberg, médecin, offre des soins tandis que Zoltán Singer est chargé de l'économie et des approvisionnements.
Les conditions sanitaires du ghetto sont lamentables, tout comme les services et approvisionnements de base. Cette situation doit beaucoup à la mauvaise volonté de Jenő Veress, maire de Dej, et du médecin en chef de la ville, Zsigmond Lehnár. L'équipe qui cherche à soustraire les biens de valeur est aussi brutale que dans d'autres ghettos. En raison des conditions de vie médiocres qui prévalent au ghetto, 25 personnes meurent et beaucoup d'autres tombent gravement malades.
Le ghetto est liquidé via trois convois : le 28 mai (3 150 victimes), le 6 juin (3 160) et le 8 juin (1 364) ; au total, depuis de ghetto, 7 674 Juifs sont envoyés à Auschwitz,,. Quelques rares victimes juives ont pu s'échapper, comme le rabbin József Panet de Ileanda qui, avec neuf autres membres de sa famille, parvient à rejoindre la Roumanie.